# Лаурушас, Витаутас
Вита́утас Ла́урушас (лит. Vytautas Laurušas; 8 мая 1930, Шяуляй — 29 апреля 2019, Вильнюс) — литовский композитор, педагог, общественный деятель. Народный артист Литовской ССР (1980).

## Биография
Ученик Юлюса Юзелюнаса. В 1963—1975 годах — директор Литовского театра оперы и балета. В 1971—1988 годах — председатель правления Союза Композиторов Литовской ССР и секретарь правления Союза композиторов СССР. Использует различные современные средства музыкальной выразительности, в том числе сонорику и алеаторику. С 1962 года — преподаватель Литовской консерватории, с 1985 года — профессор, в 1983—1994 годах — ректор. Был народным депутатом Верховных советов Литовской ССР и СССР. В 1980—1990 годах — заместитель председателя Верховного совета Литовской ССР.
В 1989―1991 годах избран Народным депутатом СССР от Союза композиторов СССР.

## Сочинения
- опера «Заблудившиеся птицы» (1967, Вильнюс; либретто Эугениюса Матузявичюса и Альгимантаса Калинаускаса[лит.] [2])
- кантата «Литва поёт Ленину» (1969)
- кантата «Венок славы» (1973)
- камерная кантата «Пылает ночь» (1982)
- симфоническая поэма «Буревестник» (1960)
- хоровая поэма «Ночные голоса» (1969)
- хоровая поэма «Глаза» (1970)

## Награды
- 1975 — Заслуженный деятель искусств Литовской ССР
- 1976 — Орден «Знак Почёта»
- 1980 — Народный артист Литовской ССР
- 1980 — Государственная премия Литовской ССР
- 2003 — Офицер ордена Великого князя Литовского Гядиминаса
- 2003 — Премия Правительства Литвы в области культуры и искусства
- 2005 — Национальная премия Литвы по культуре и искусству